# وینیسیوس سوزا
وینیسیوس سوزا (انگلیسی: Vinícius Souza؛ زادهٔ ۱۷ ژوئن ۱۹۹۹) بازیکن فوتبال اهل برزیل است که در پست هافبک دفاعی برای باشگاه شفیلد یونایتد در لیگ برتر فوتبال انگلستان بازی می‌کند.
وی همچنین در تیم ملی فوتبال زیر ۲۰ سال برزیل بازی کرده‌است.